# Trioceros tempeli
Trioceros tempeli là một loài thằn lằn trong họ Chamaeleonidae. Loài này được Tornier mô tả khoa học đầu tiên năm 1899.

## Hình ảnh

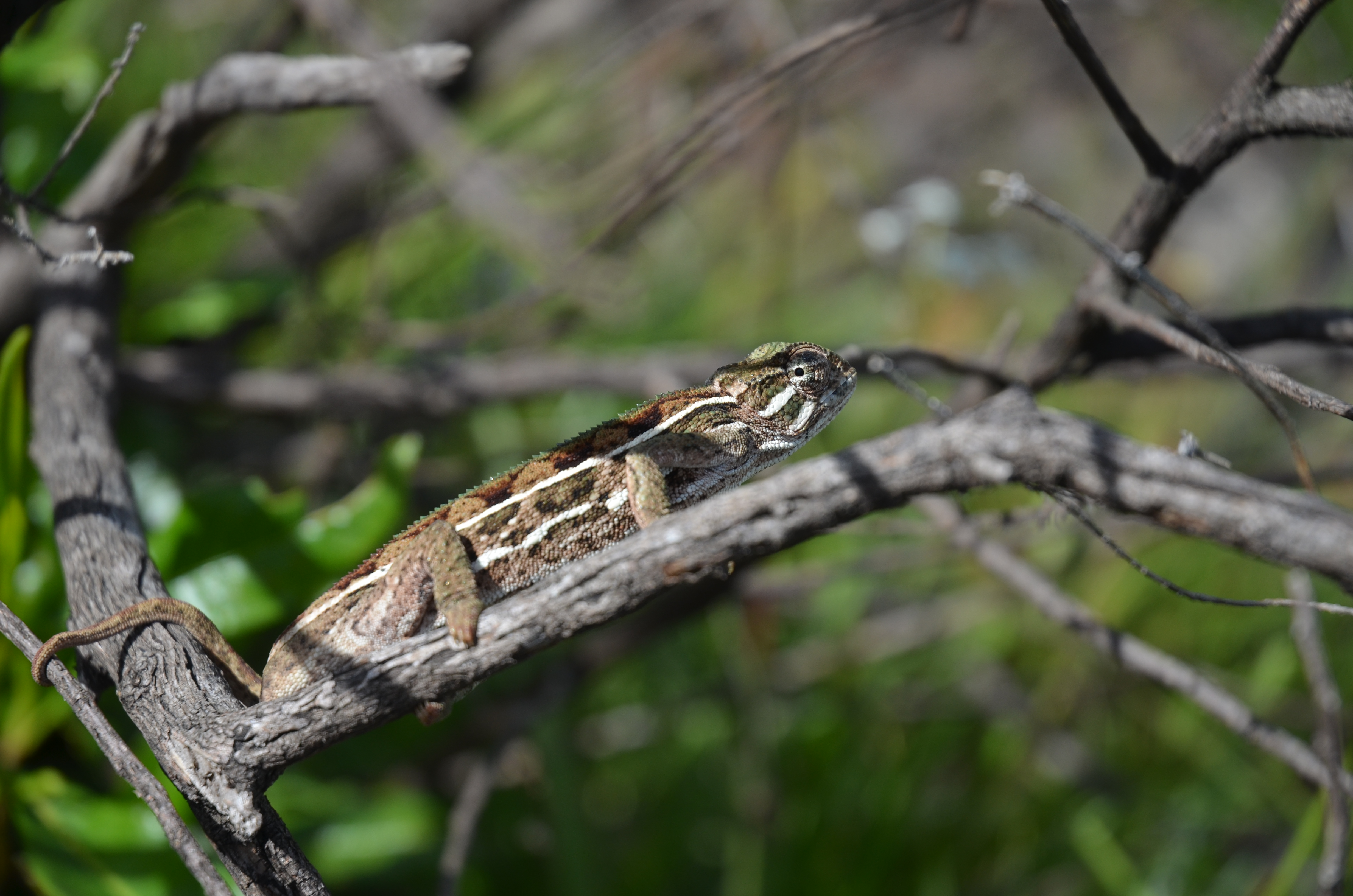